# Beatus de Saint-Sever
Le Beatus de Saint-Sever, dit aussi Apocalypse de Saint-Sever, est un manuscrit enluminé réalisé au milieu du XIe siècle, sans doute à l'abbaye de Saint-Sever dans l'actuel département des Landes. Il contient notamment un commentaire de l'Apocalypse écrit par Beatus de Liébana. Il est conservé à la Bibliothèque nationale de France sous la cote Lat. 8878. 

## Historique
Le manuscrit est sans doute écrit et décoré sous l'abbé Grégoire de Montaner (1028-1072). Le scriptorium est alors dirigé par un moine appelé Stephanus Garsia, probable maître d'œuvre. Deux copistes, nommés par convention « scribe A » et « scribe B », calligraphient le texte. Le maître d'œuvre réalise la totalité des dessins préparatoires et peint un grand nombre de miniatures, laissant à deux collaborateurs le soin d'achever les autres. Le peintre principal travaille majoritairement avec le « scribe A » et l'un de ses assistants avec le « scribe B ».
Le livre quitte l'abbaye à une date inconnue. Un ex-libris indique qu'à la fin du XVIe siècle il appartient à un prêtre du village de « la Graslière », localité qui pourrait se situer dans la commune de la Copechagnière en Vendée. Au folio 290, une note manuscrite précise qu'entre 1598 et 1628 Guillaume Guerry de Tiffauges l'offre au cardinal François d'Escoubleau de Sourdis. L'ouvrage passe ensuite dans les collections de son frère Charles mort en 1666, dont la reliure comporte toujours les armes. En 1769, il apparaît à la vente des collections du bibliophile Louis-Jean Gaignat (1697-1768). En 1790, il intègre les collections royales. 
L'ouvrage contient :

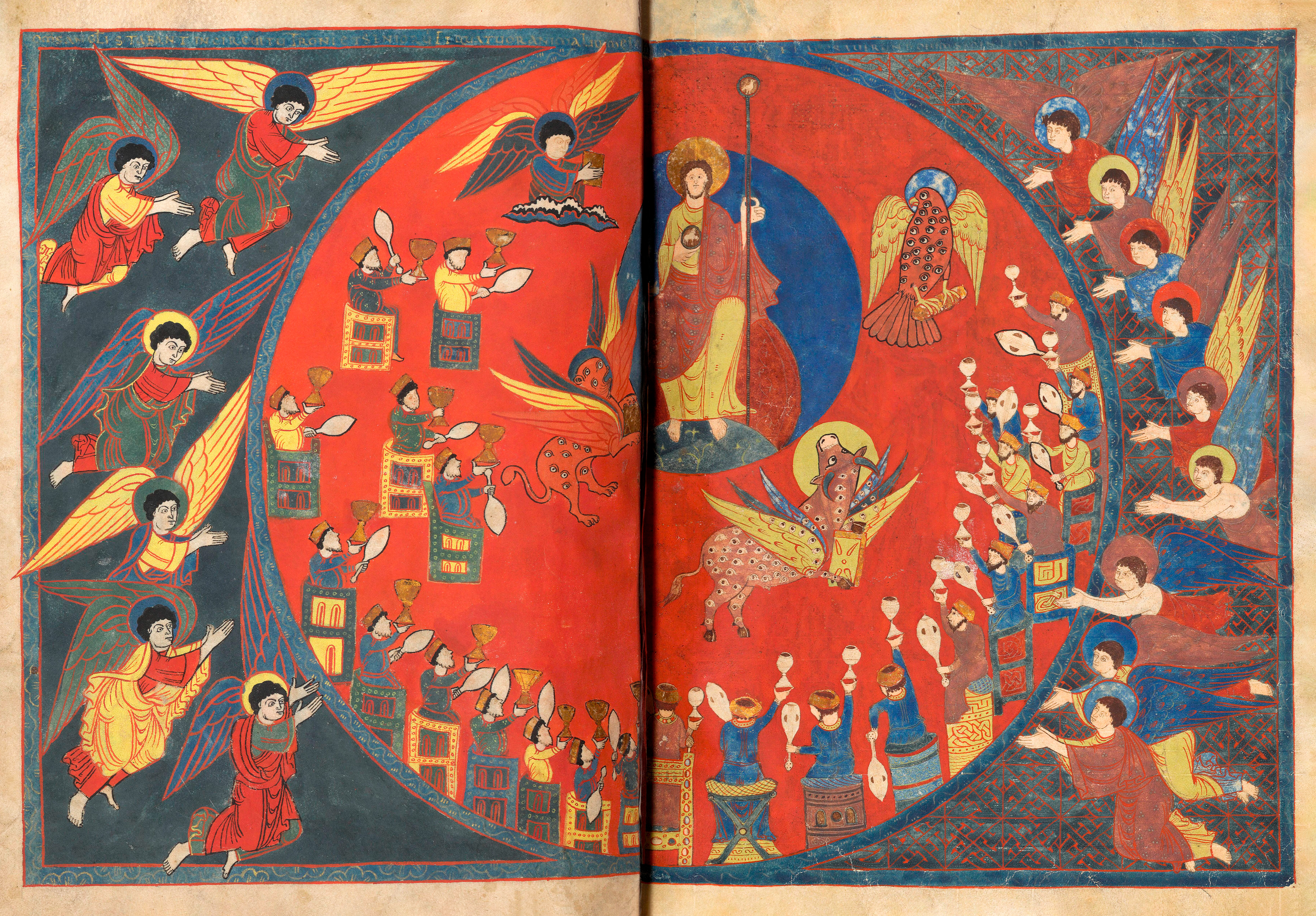
Adoration de la Trinité.
F° 121 v - 122 r.

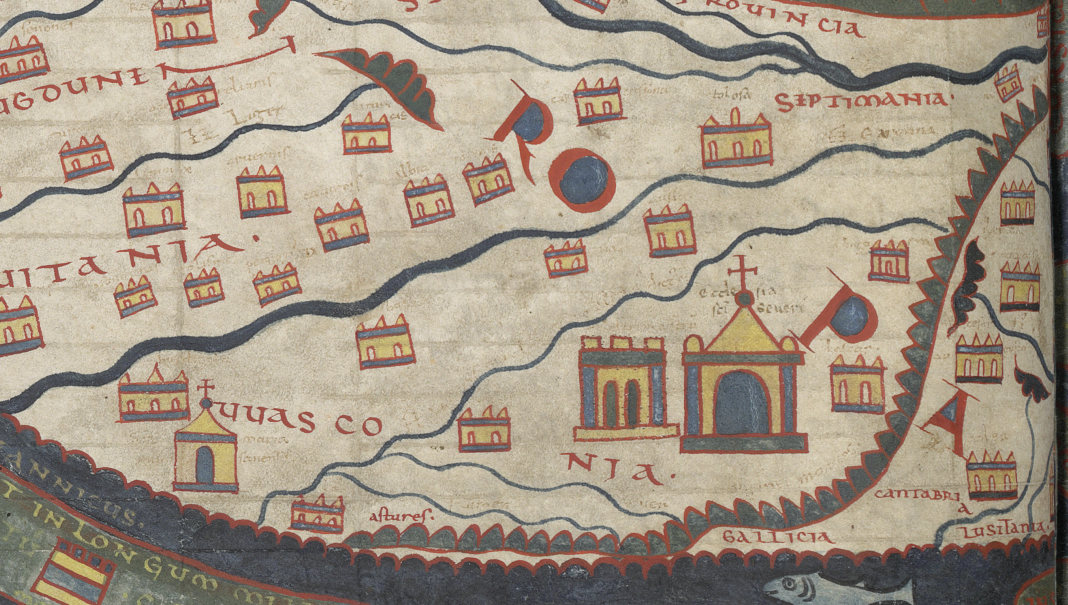
« Mappa mundi » (détail) :
la Gascogne (uuasconia)
et l'église de Saint-Sever.
F° 45bis v.

- le texte écrit au VIIe siècle par Beatus de Liébana, c'est-à-dire la copie d'un commentaire de l'Apocalypse (en) ;
- un commentaire de saint Jérôme sur le prophète Daniel ;
- un traité de saint Ildefonse sur la Vierge Marie[1].

Il comporte 39 cahiers reliés. Diverses mutilations ayant entraîné la disparition de 17 peintures, on dénombre aujourd'hui :
- 12 miniatures occupant une double page ou presque, dont 2 sont tronquées sur leur partie gauche ;
- 34 miniatures en pleine page ;
- 35 peintures de plus petite dimension.

À une date indéfinie, la « mappa mundi » occupant un double feuillet est extraite du manuscrit. L'ayant repérée en 1866 dans une librairie parisienne, l'archiviste Armand d'Avezac signale qu'elle a fait partie des papiers de l'historien Jacob-Nicolas Moreau. Achetée par le cabinet de Géographie de la Bibliothèque impériale, elle est transférée au cabinet des Manuscrits. Le conservateur Léopold Delisle la fait relier à son emplacement d'origine, aux folios 45bis verso et 45ter recto. Contenant une représentation du monde connu durant le haut Moyen Âge, la « mappa mundi » se distingue des illustrations analogues des beatus hispaniques par la précision du dessin, le nombre de toponymes et de commentaires, la place qu'y occupent la Gascogne et en particulier Saint-Sever. 

## Galerie

Quelques feuillets enluminés
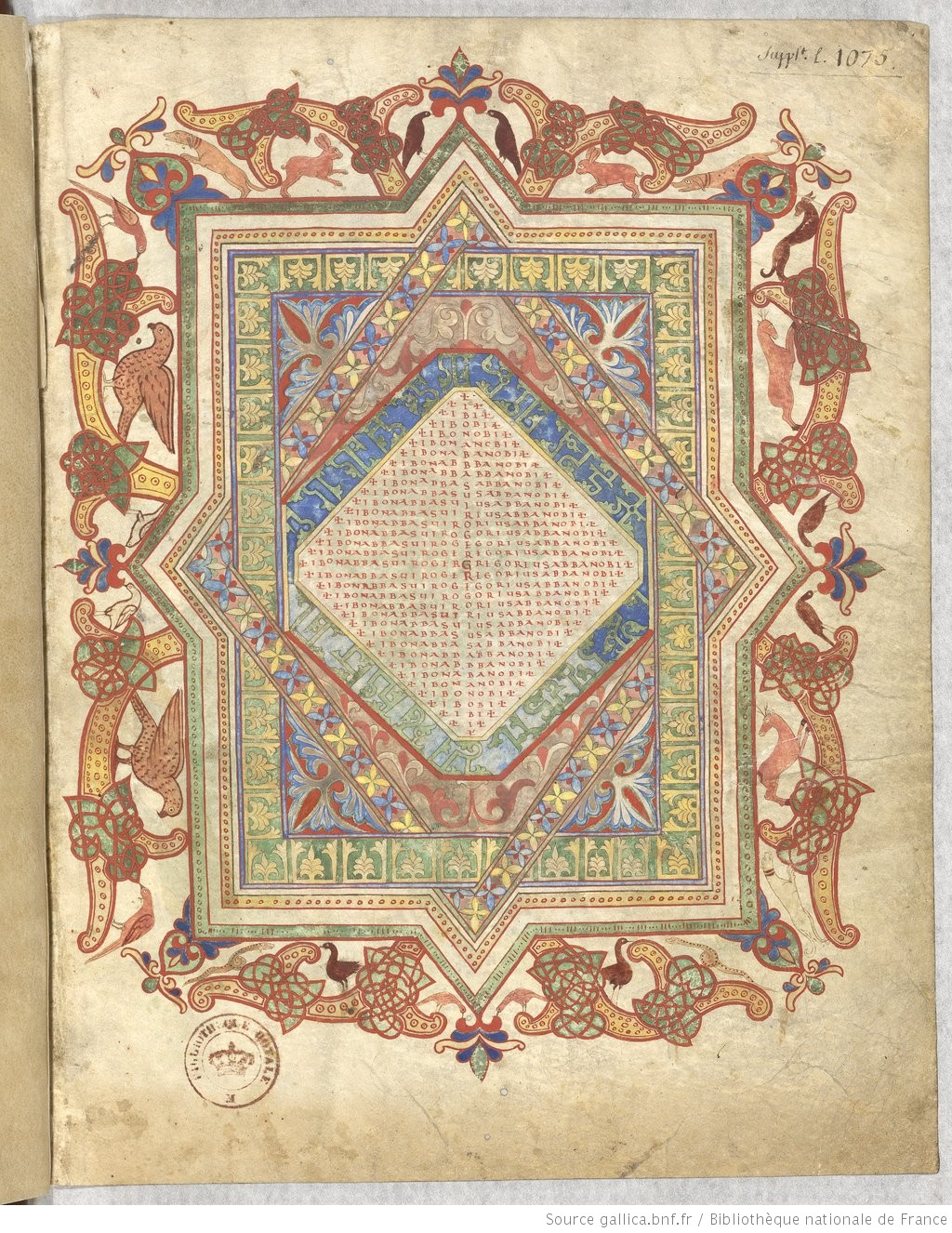
Frontispice. F° 1 r.
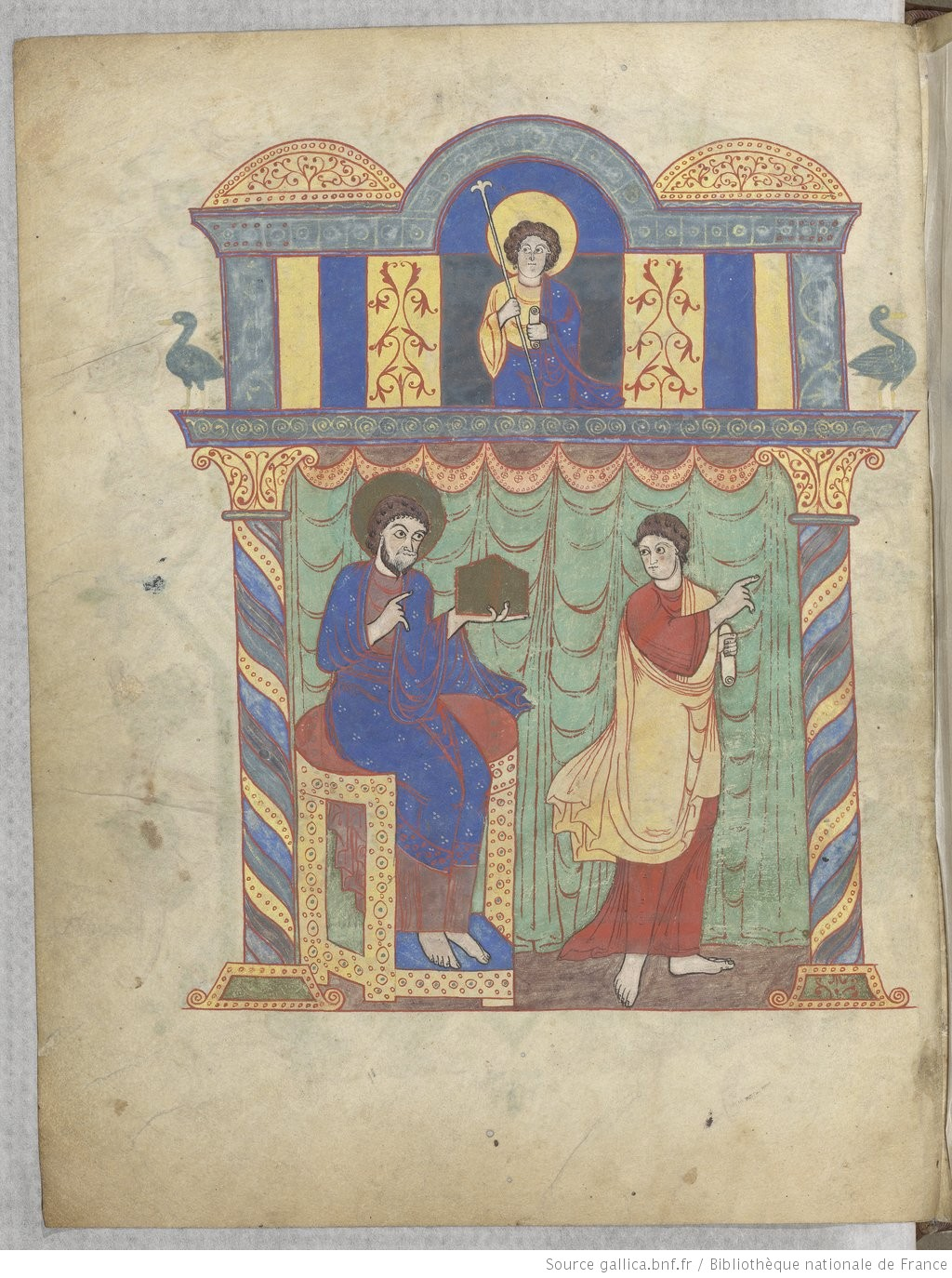
Saint Matthieu. F° 1 v.
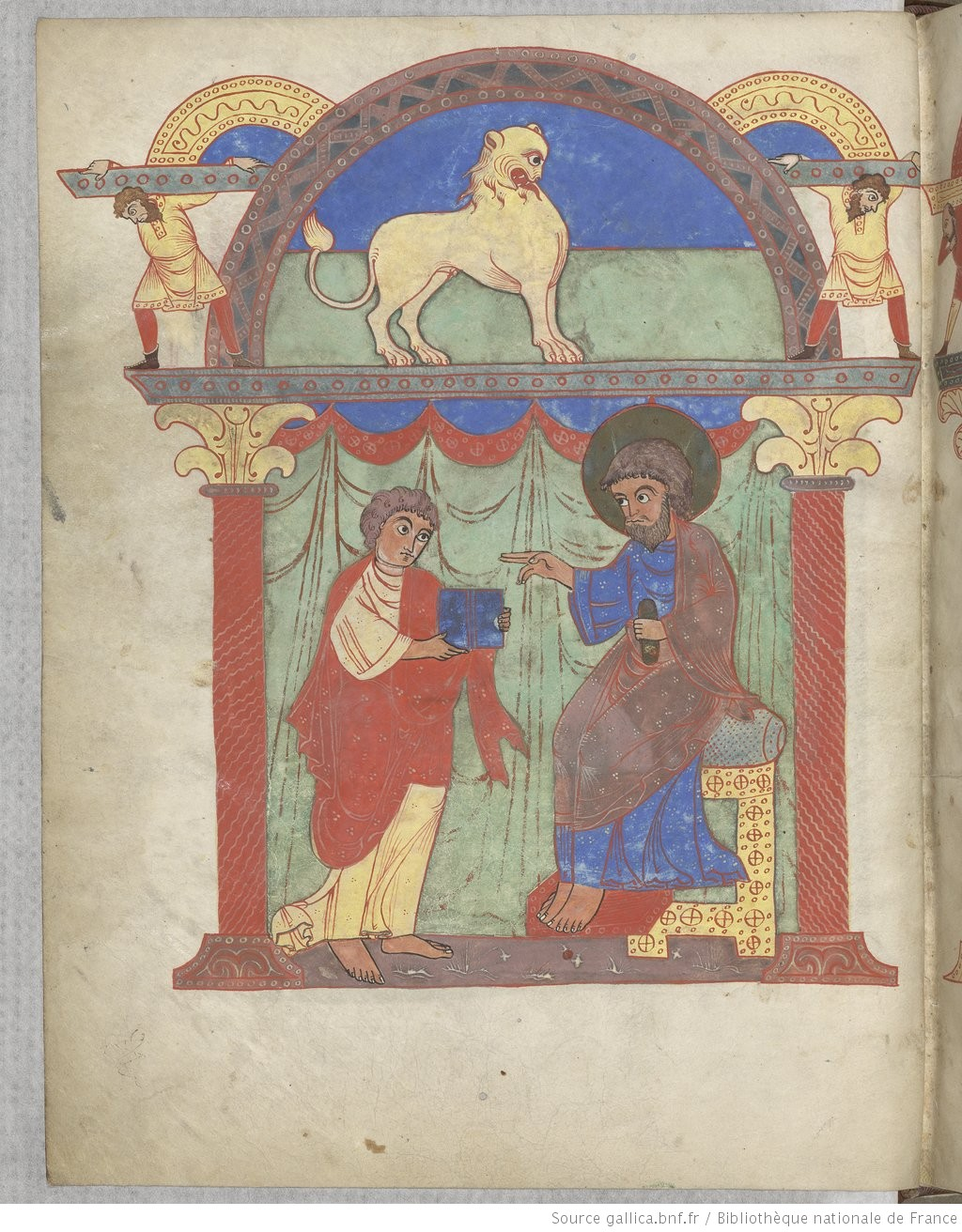
Saint Marc. F° 2 v.
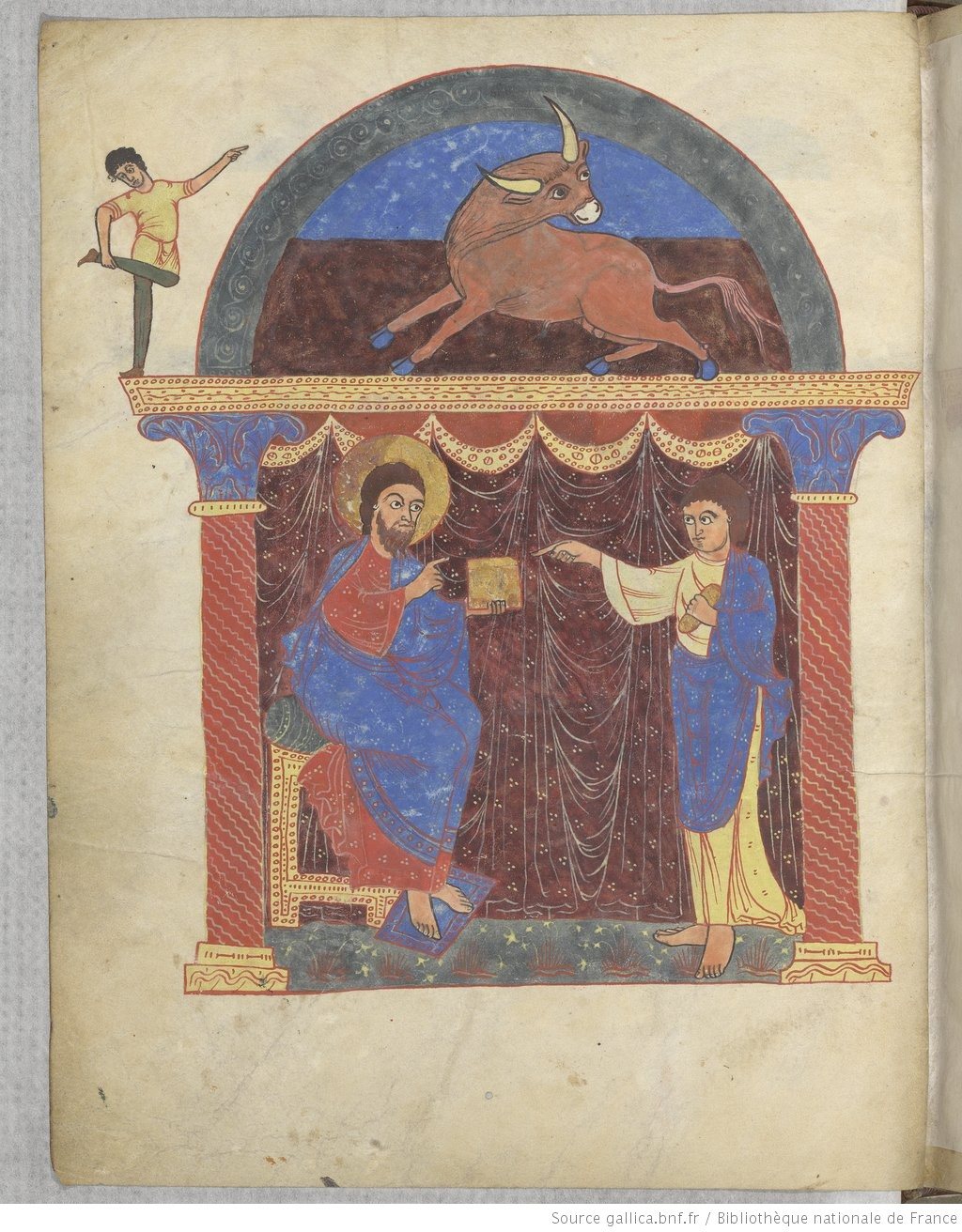
Saint Luc. F° 3 v.
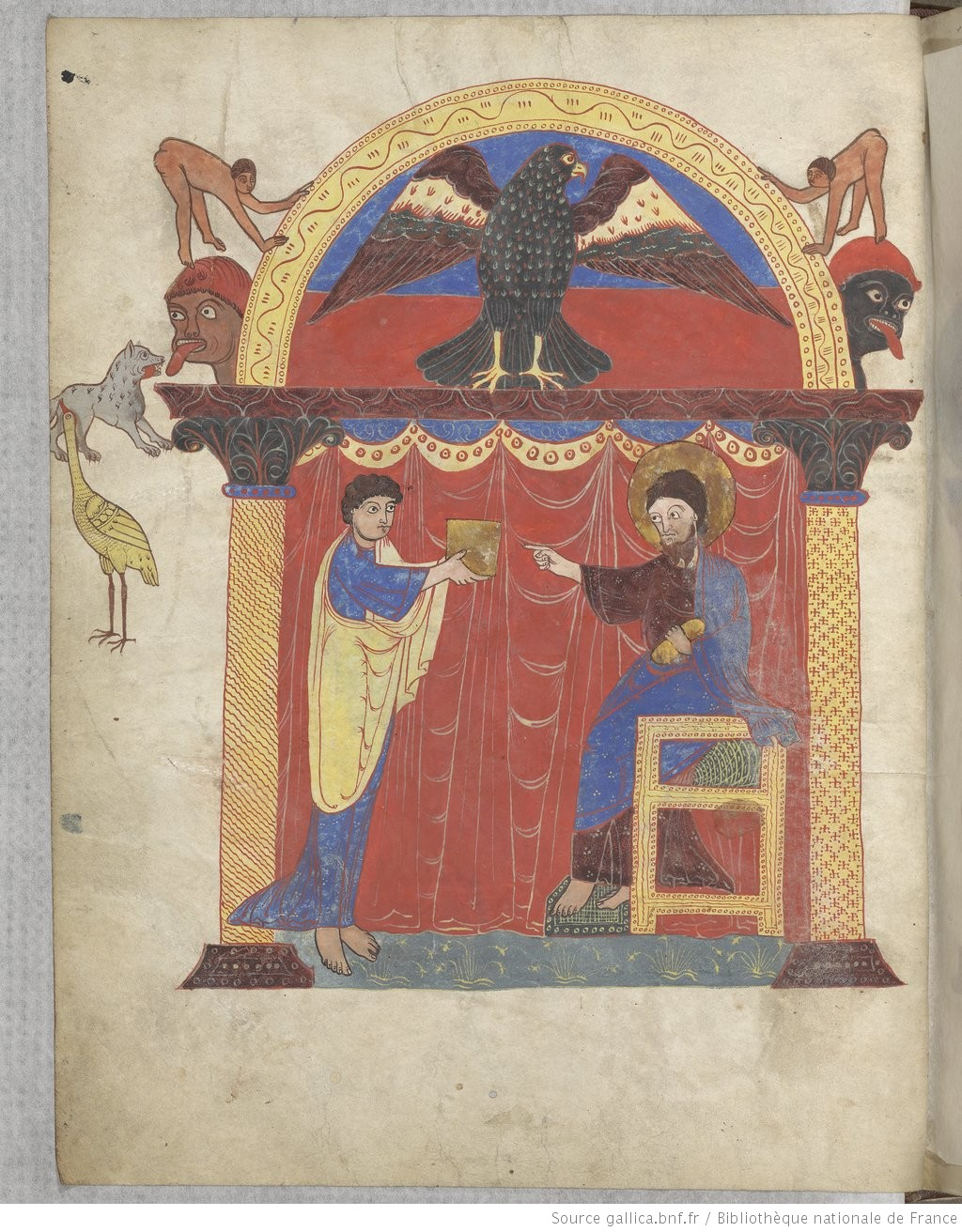
Saint Jean. F° 4 v.
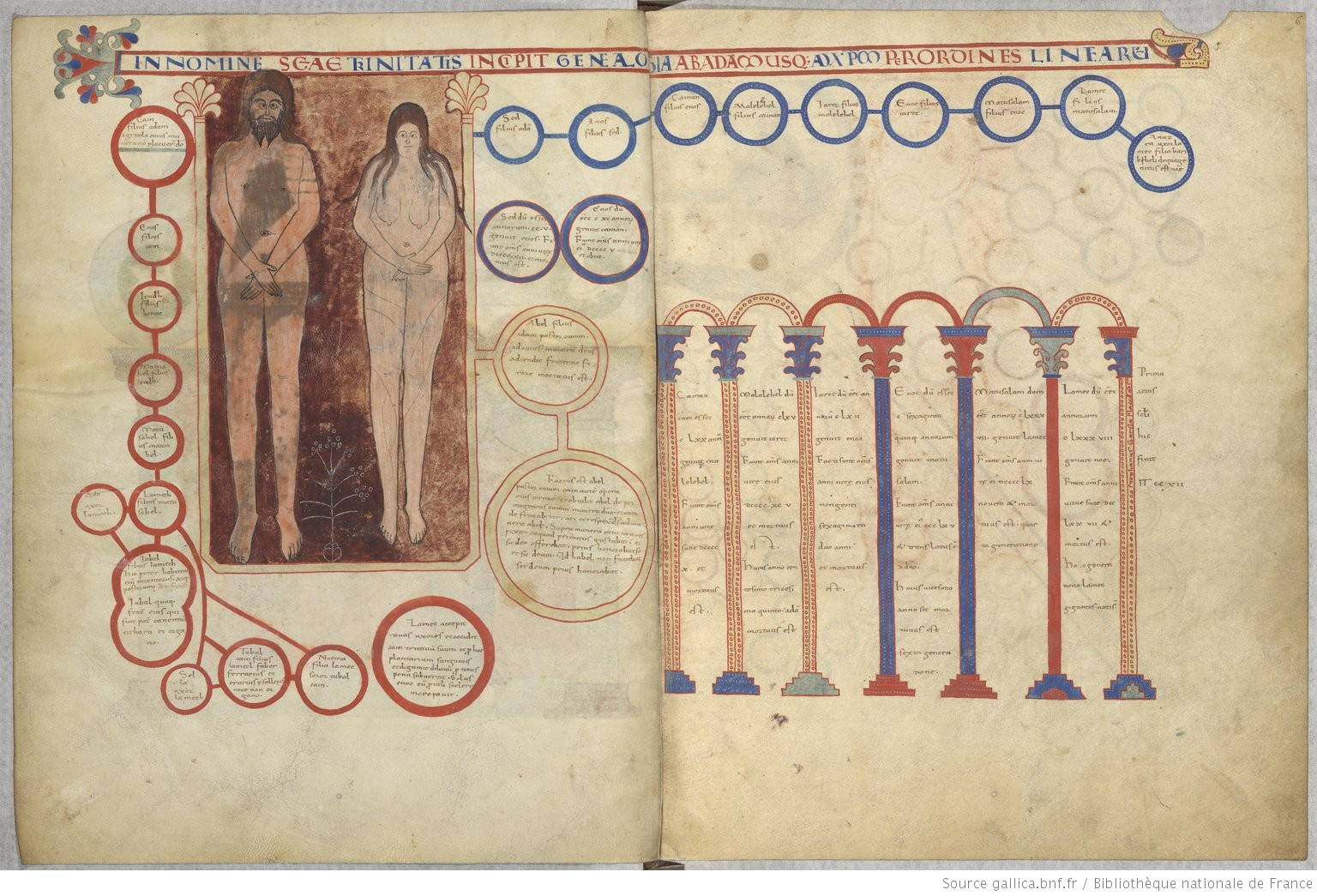
Généalogie du Christ. F° 5 v - 6 r.
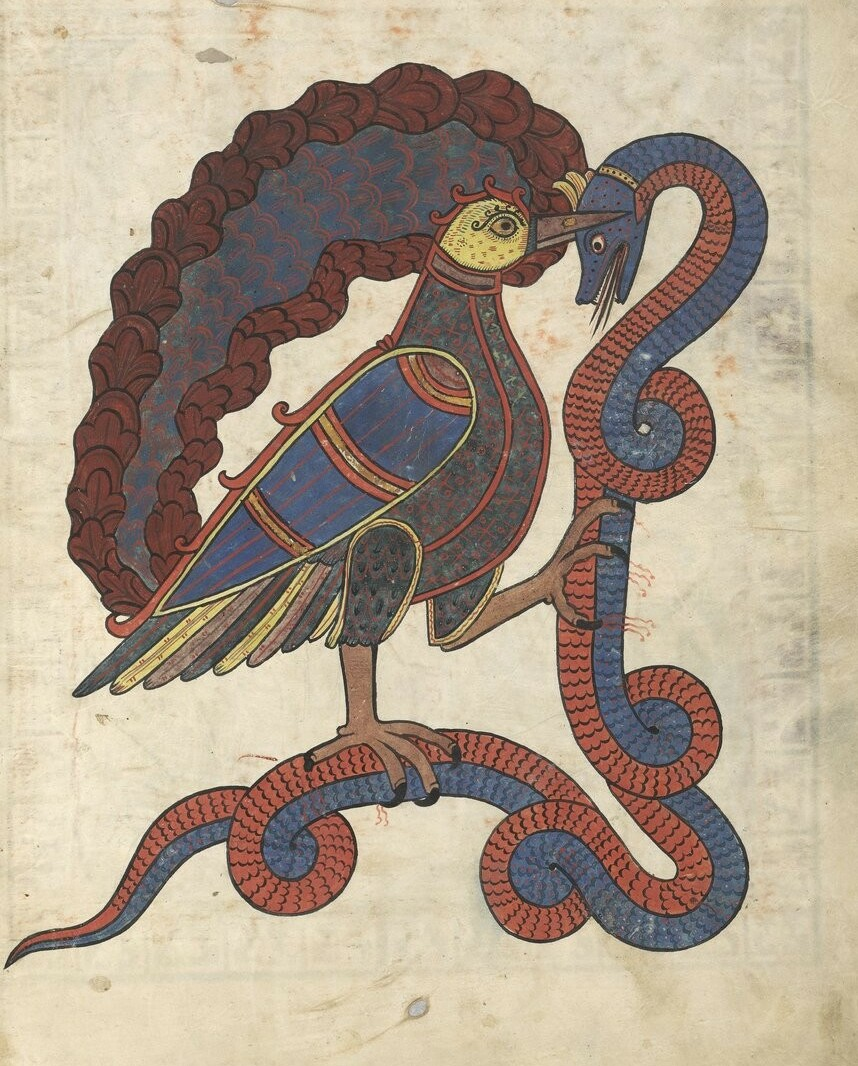
Combat du paon et du serpent. F° 13 r.
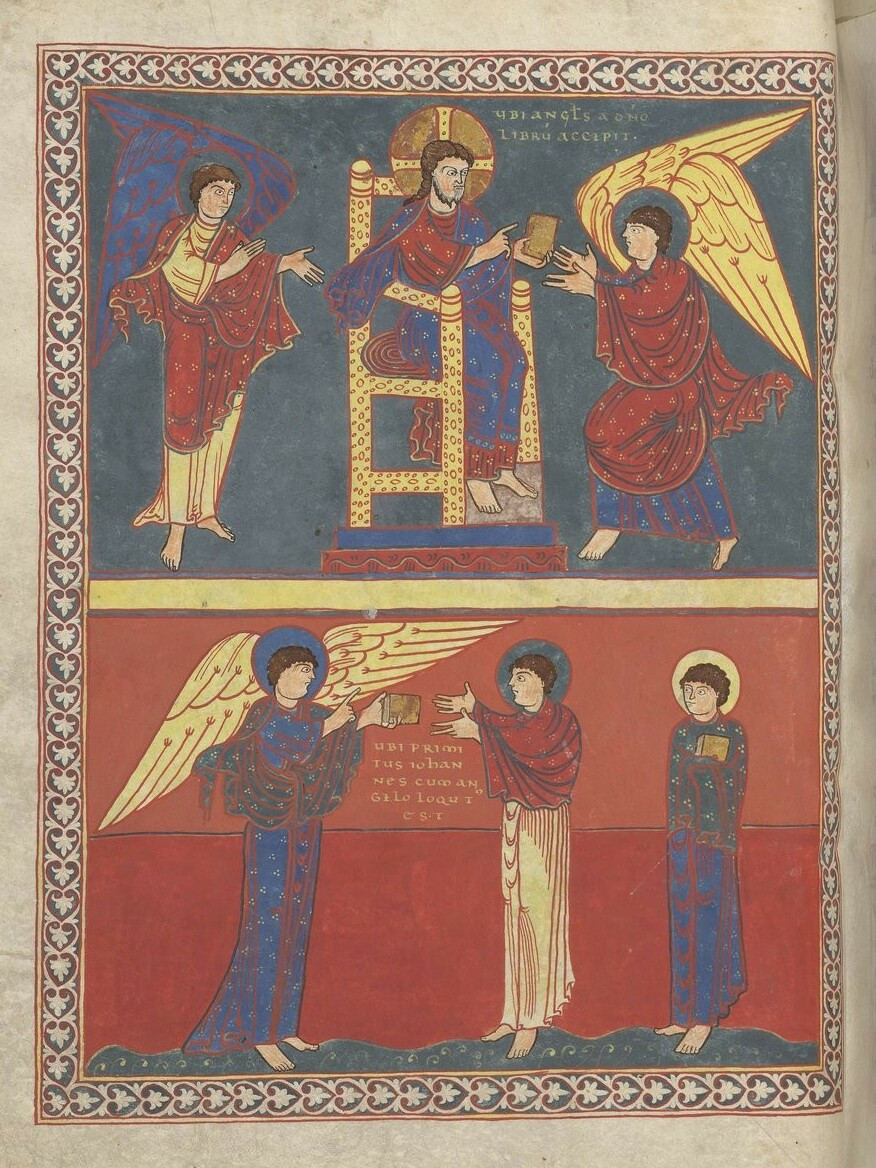
L'ange remet à Jean le livre de la Révélation. F° 26 v.
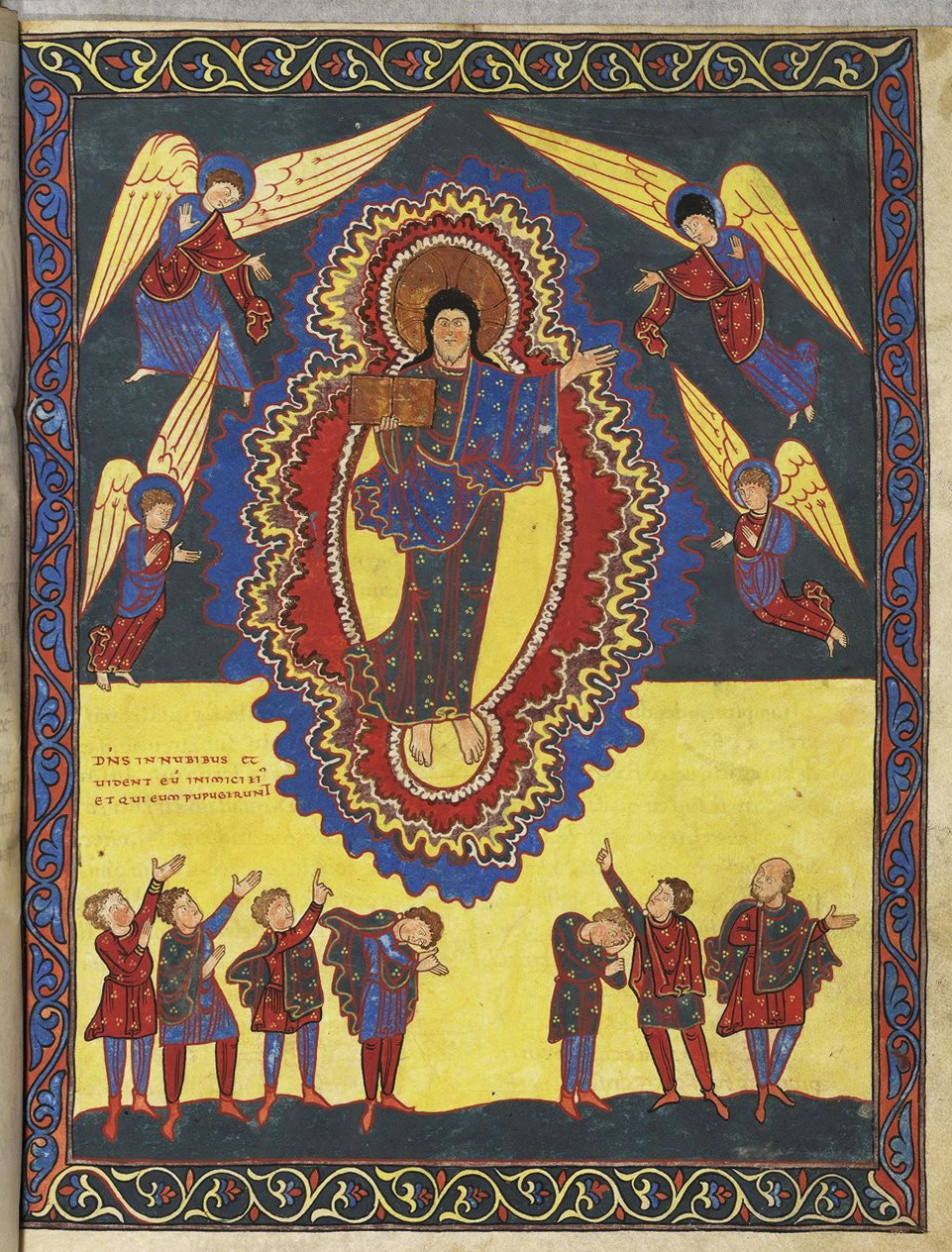
Le Christ dans les nuées. F° 29 r.
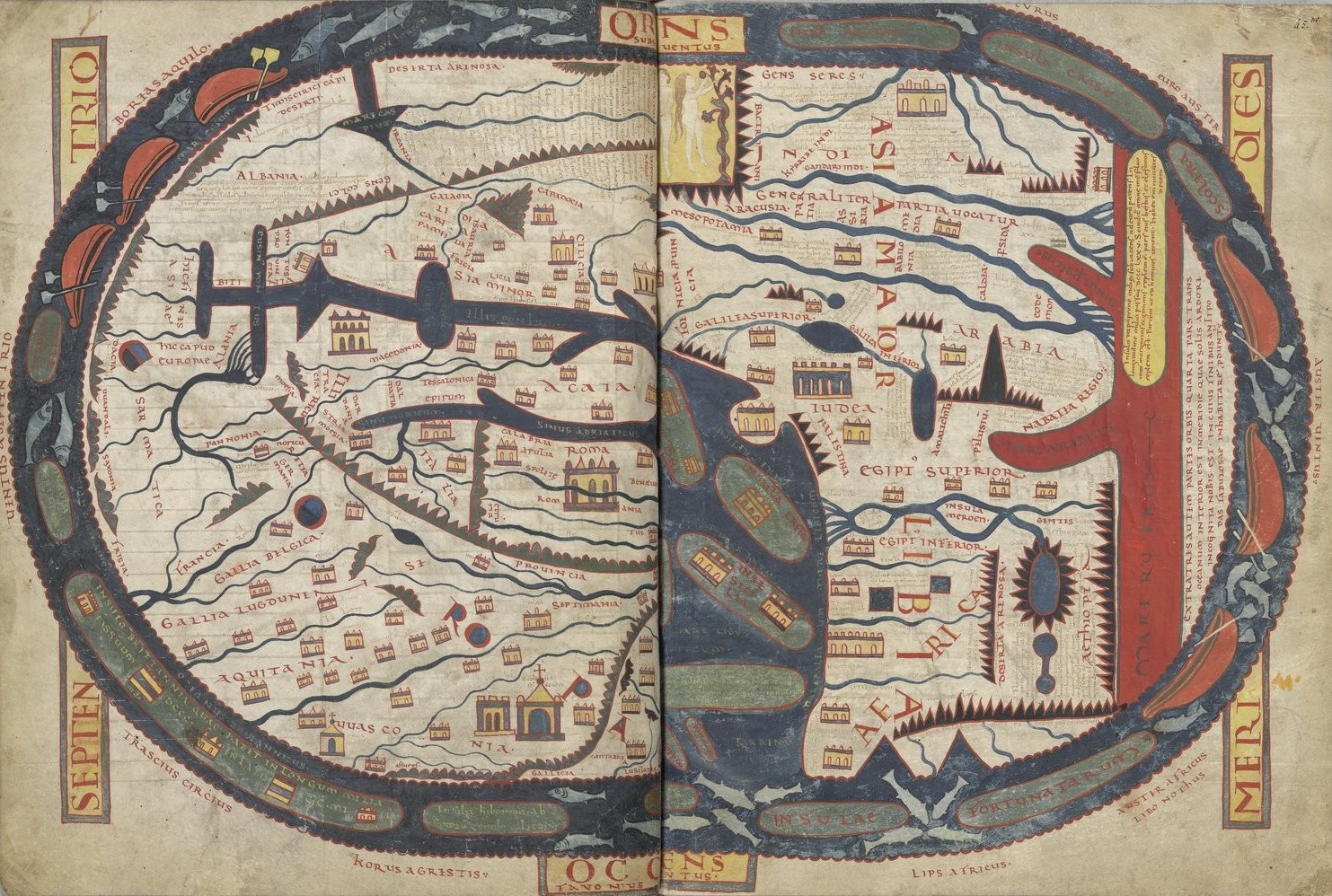
« Mappa mundi ». F° 45bis v - 45ter r.
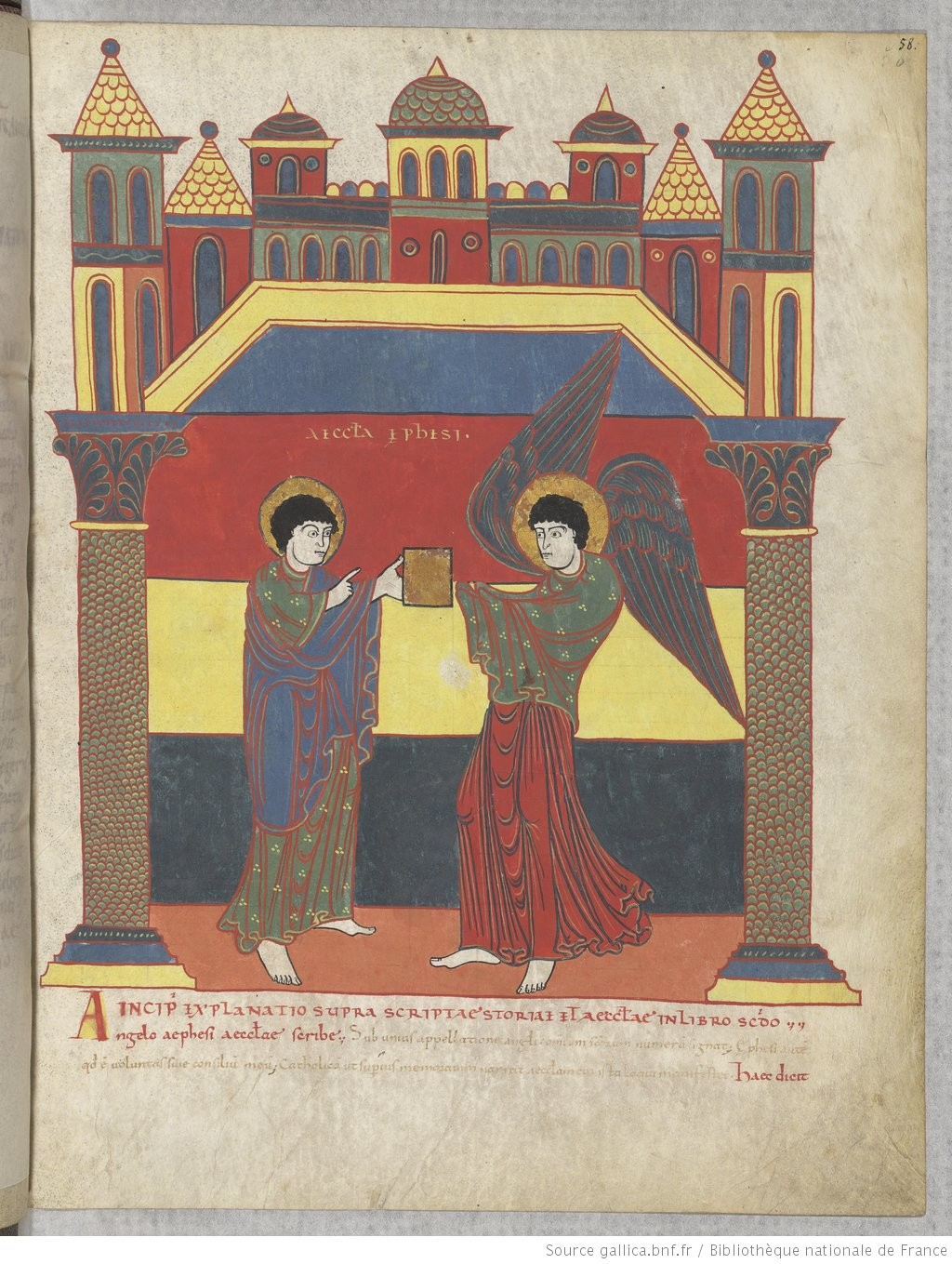
Message à l'église d'Éphèse. F° 58 r.
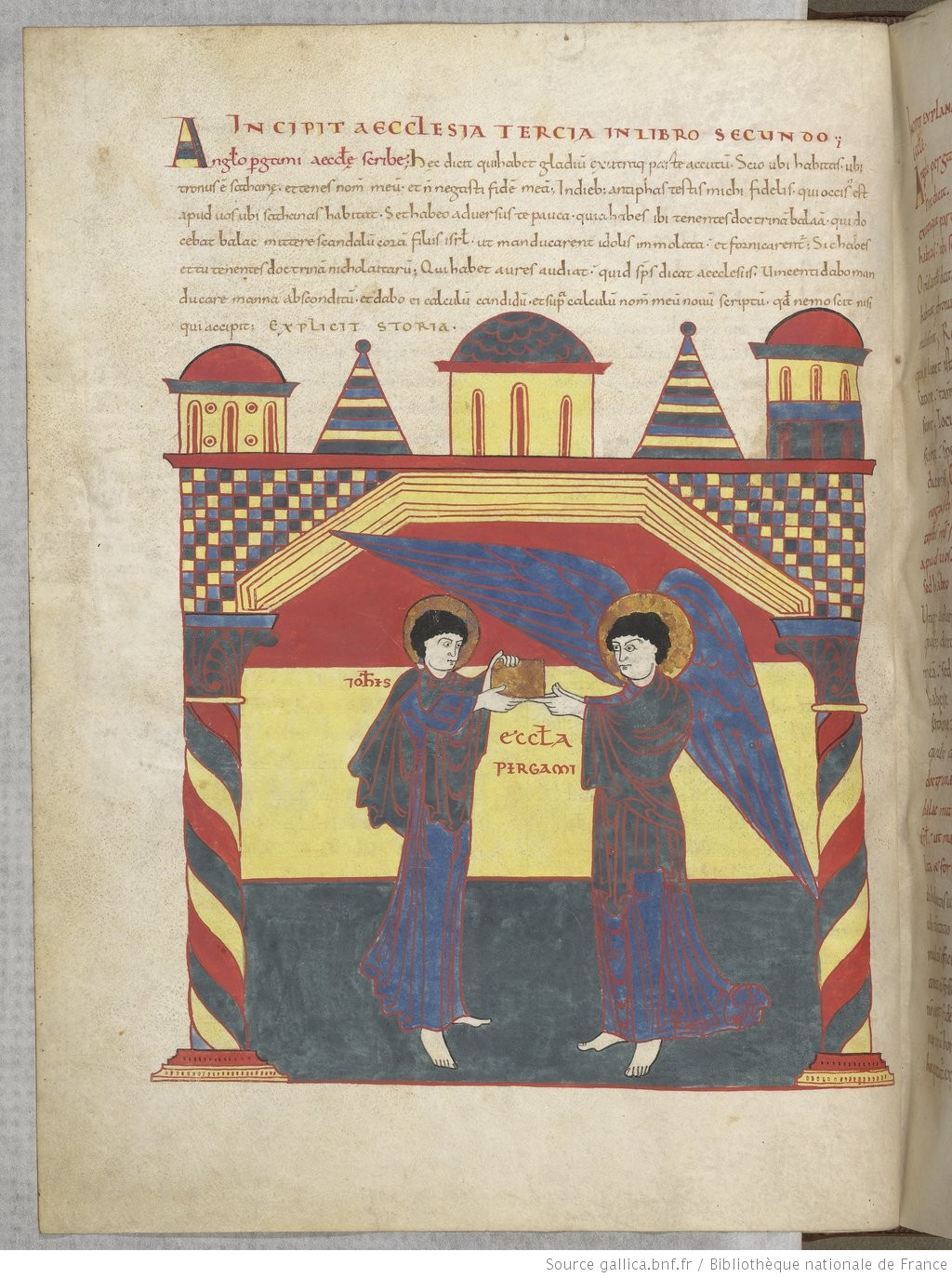
Message à l'église de Pergame. F° 65 v.
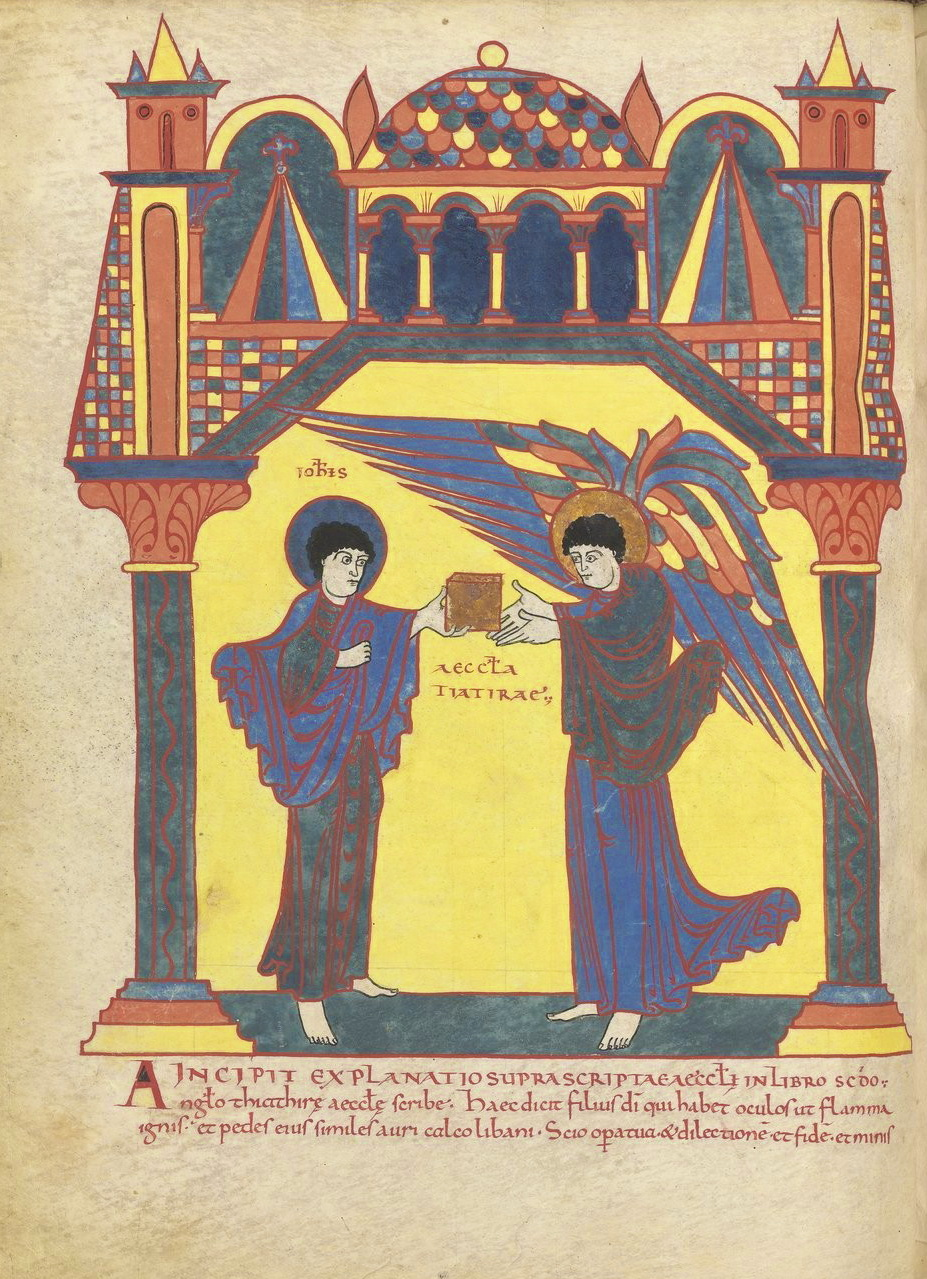
Message à l'église de Thyatire. F° 69 v.
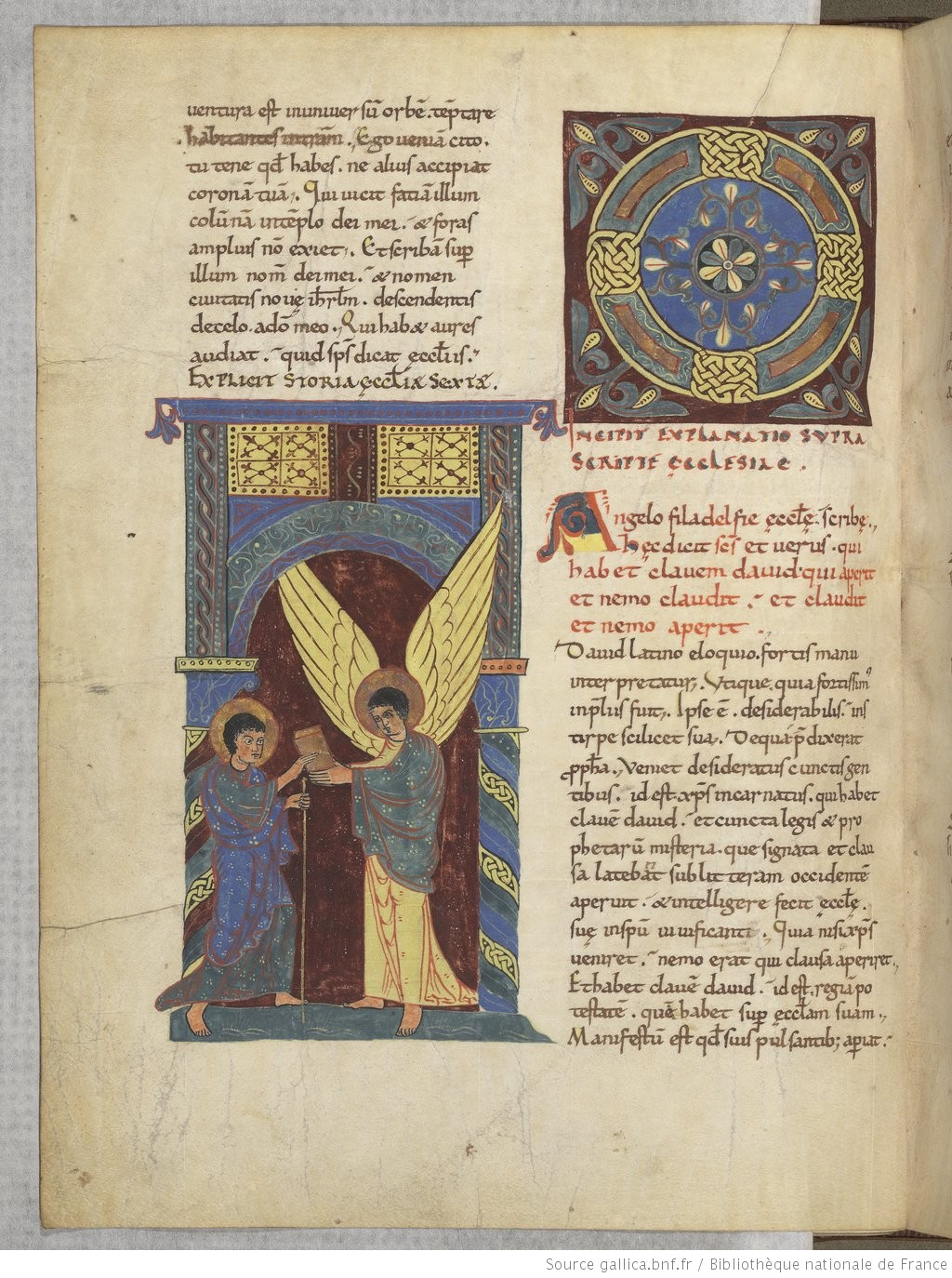
Message à l'église de Philadelphie. F° 77 v.
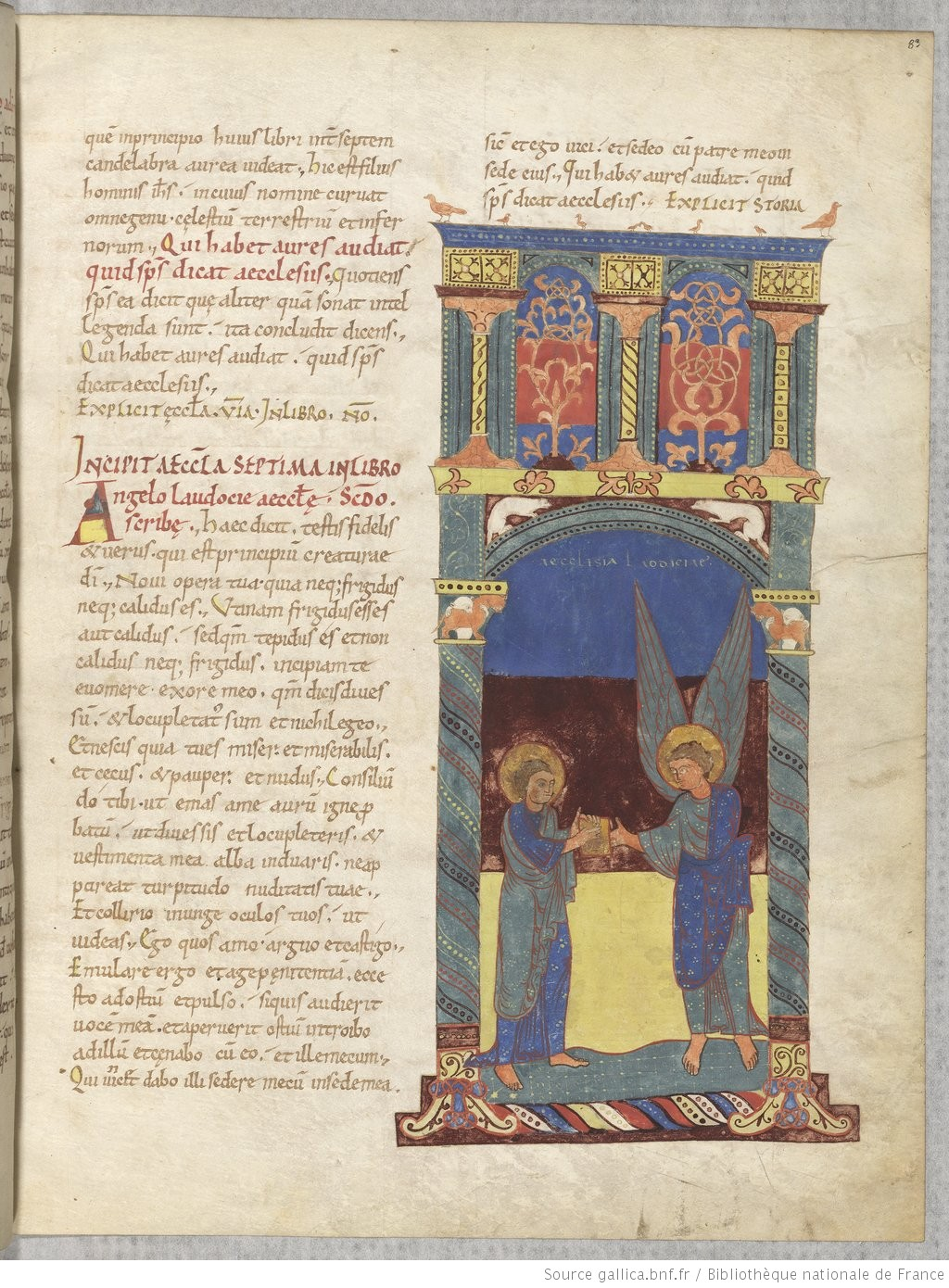
Message à l'église de Laodicée. F° 83 r.
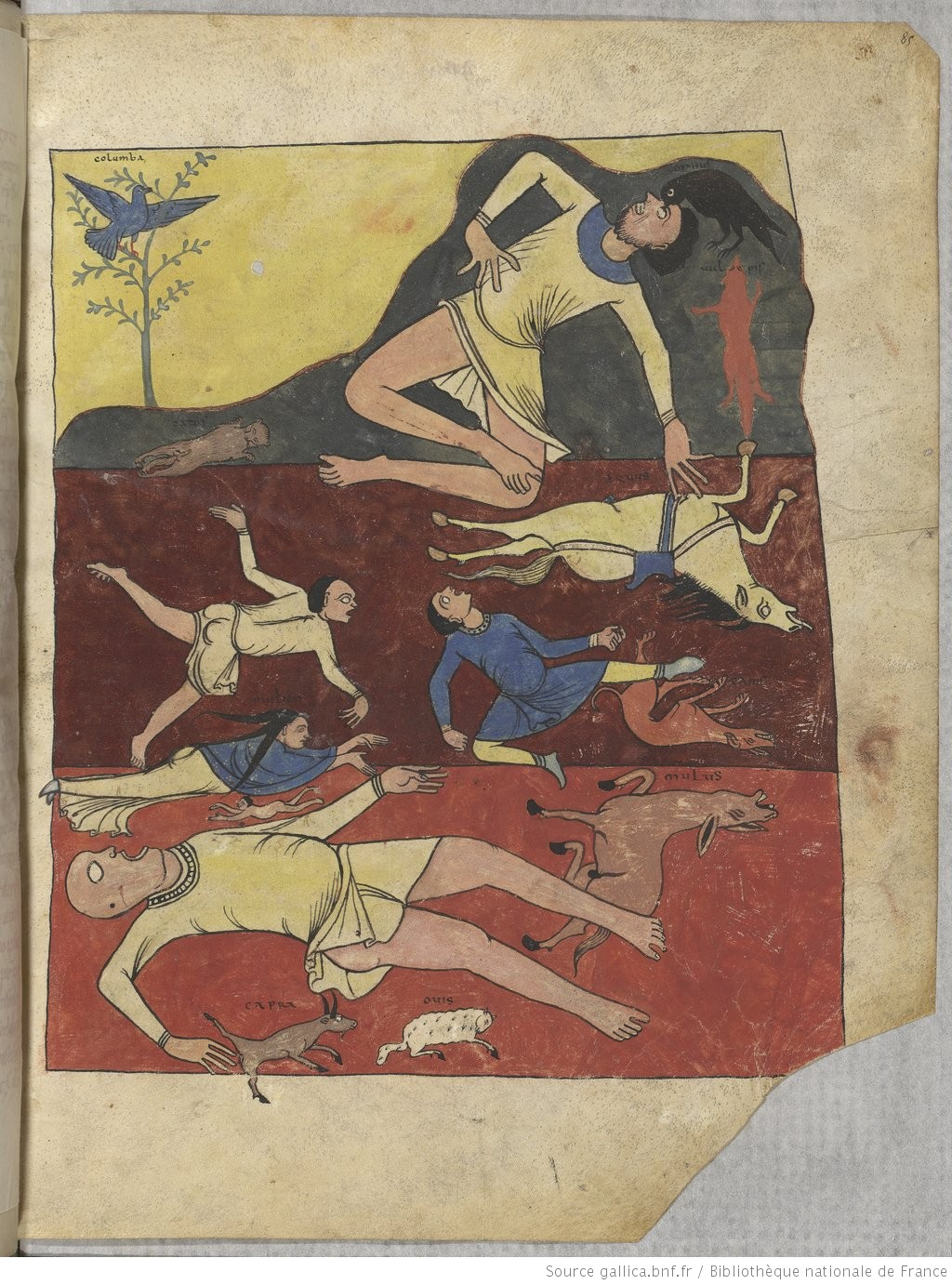
Le Déluge. F° 85 r.
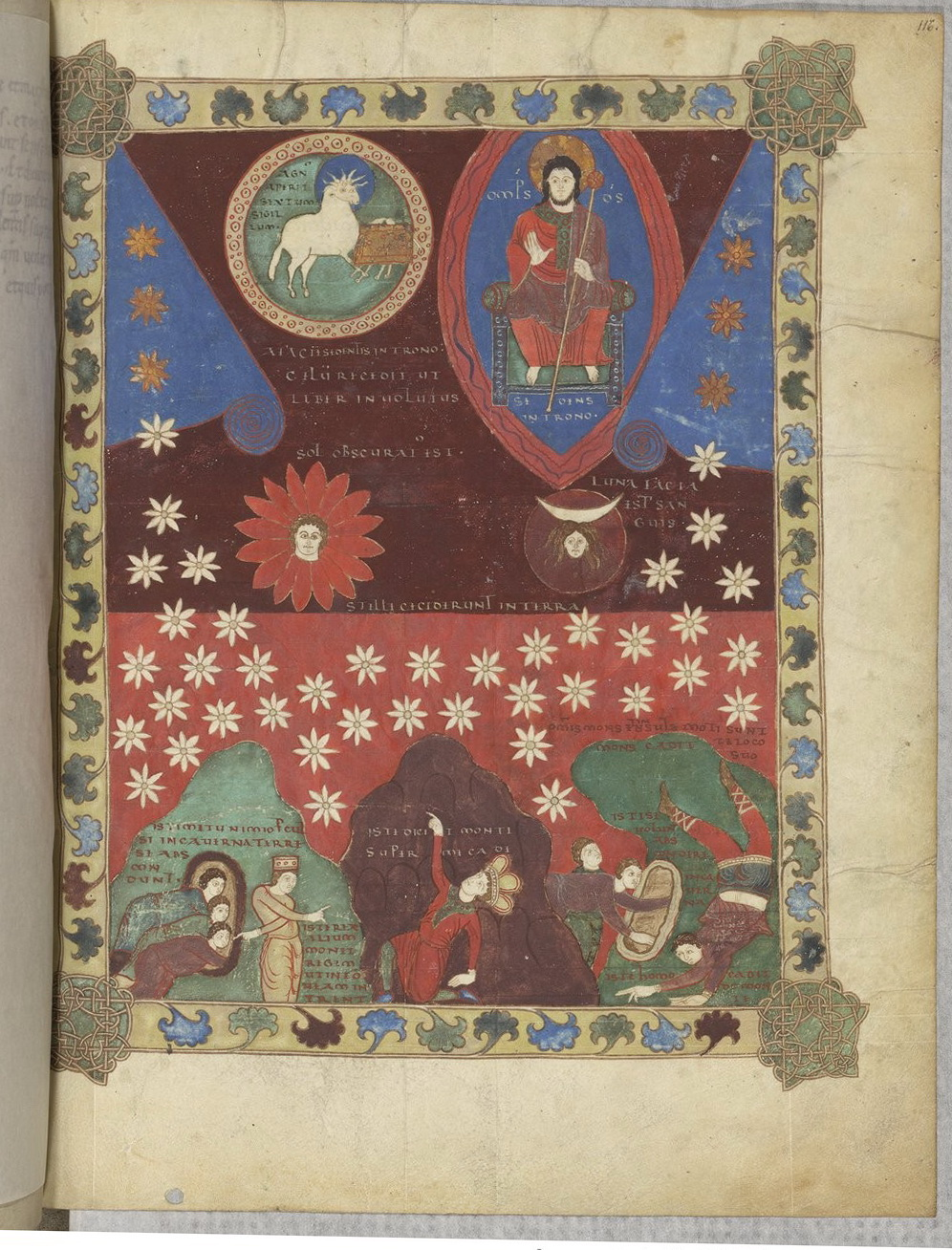
Ouverture du sixième sceau. F° 116 r.
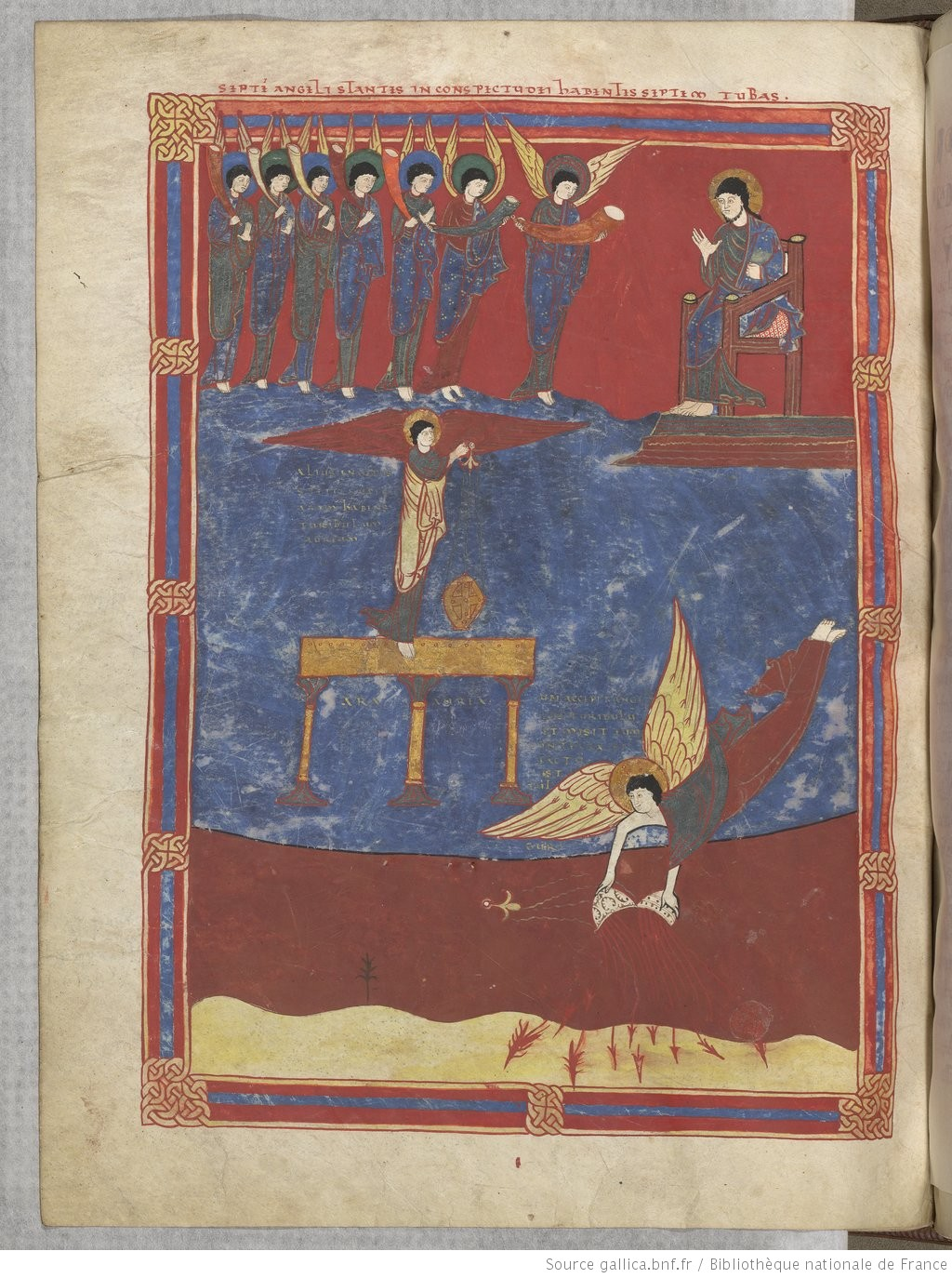
Les sept trompettes. F° 135 v.
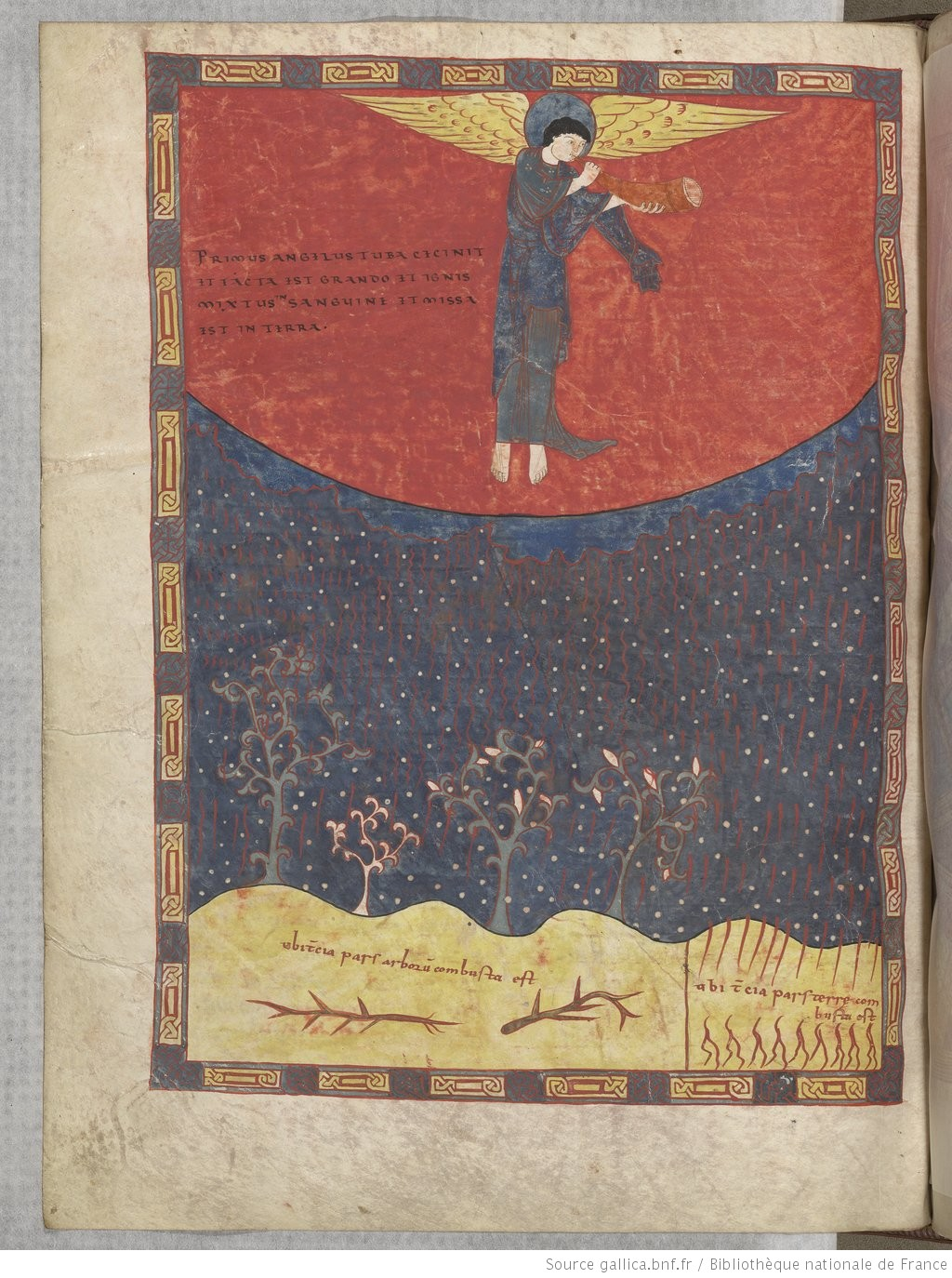
La première trompette : pluie de feu et de sang. F° 137 v.
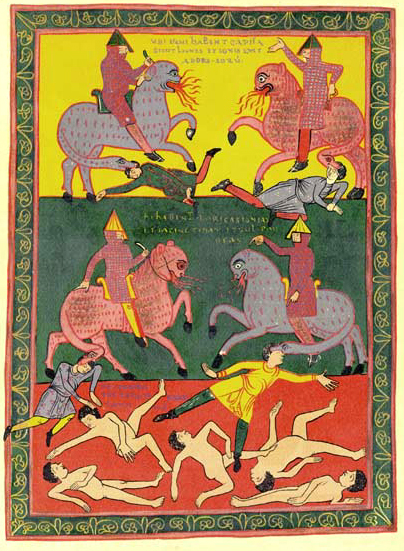
La sixième tromptette : les cavaliers de feu. F° 148 v.
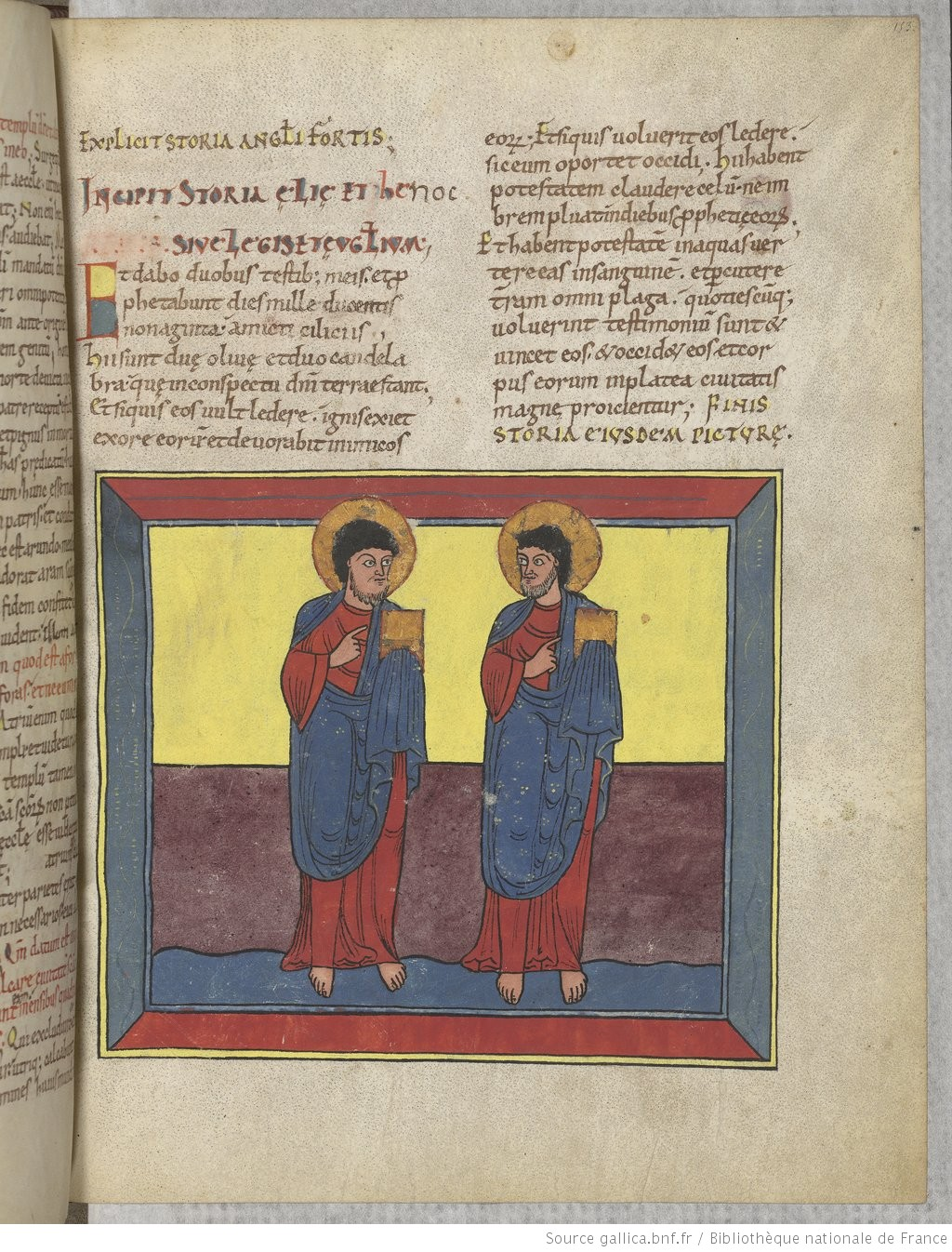
Ouverture du ciel pour les deux témoins. F° 153 r.
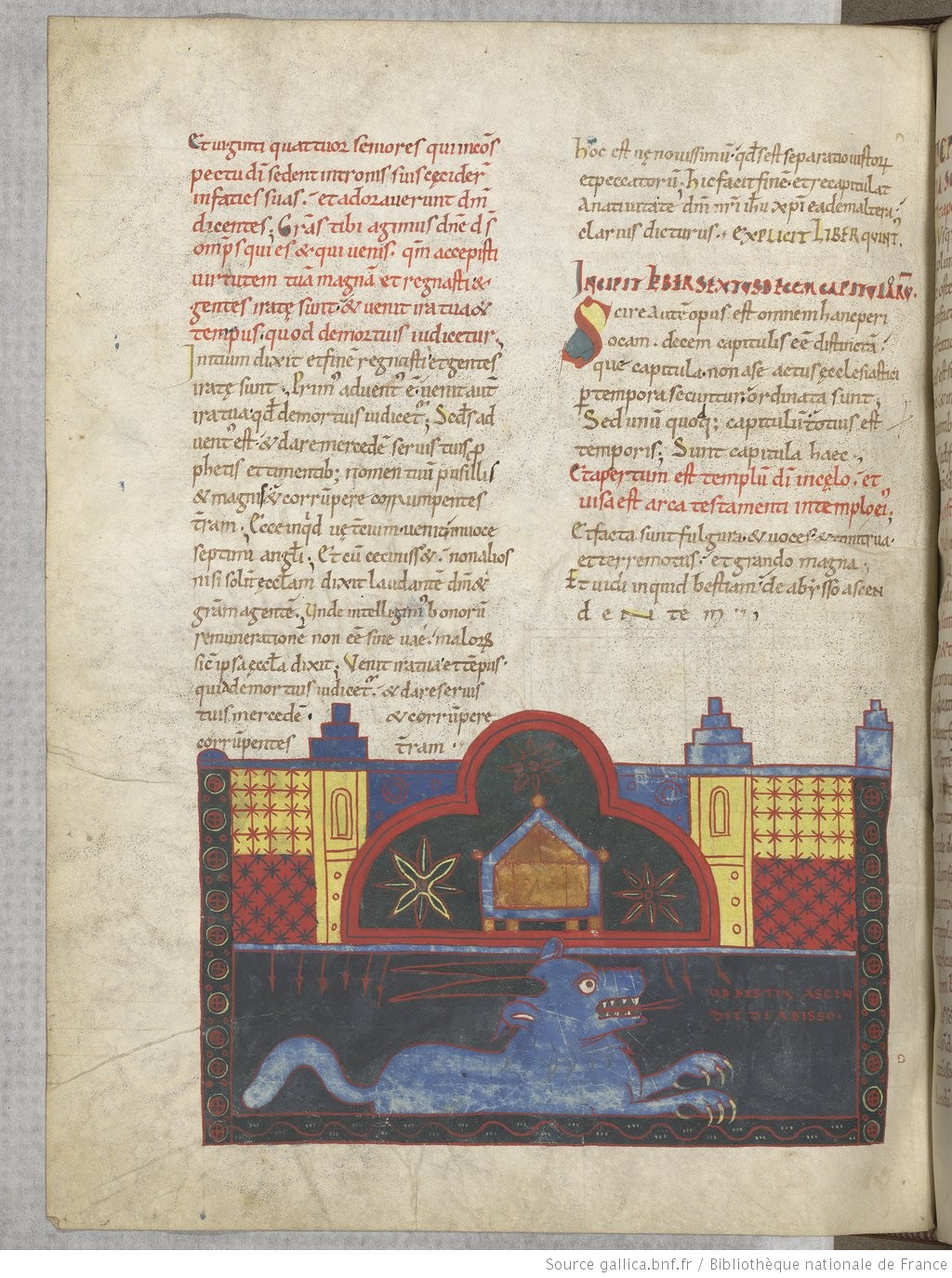
La Bête de l'abysse. F° 157 v.
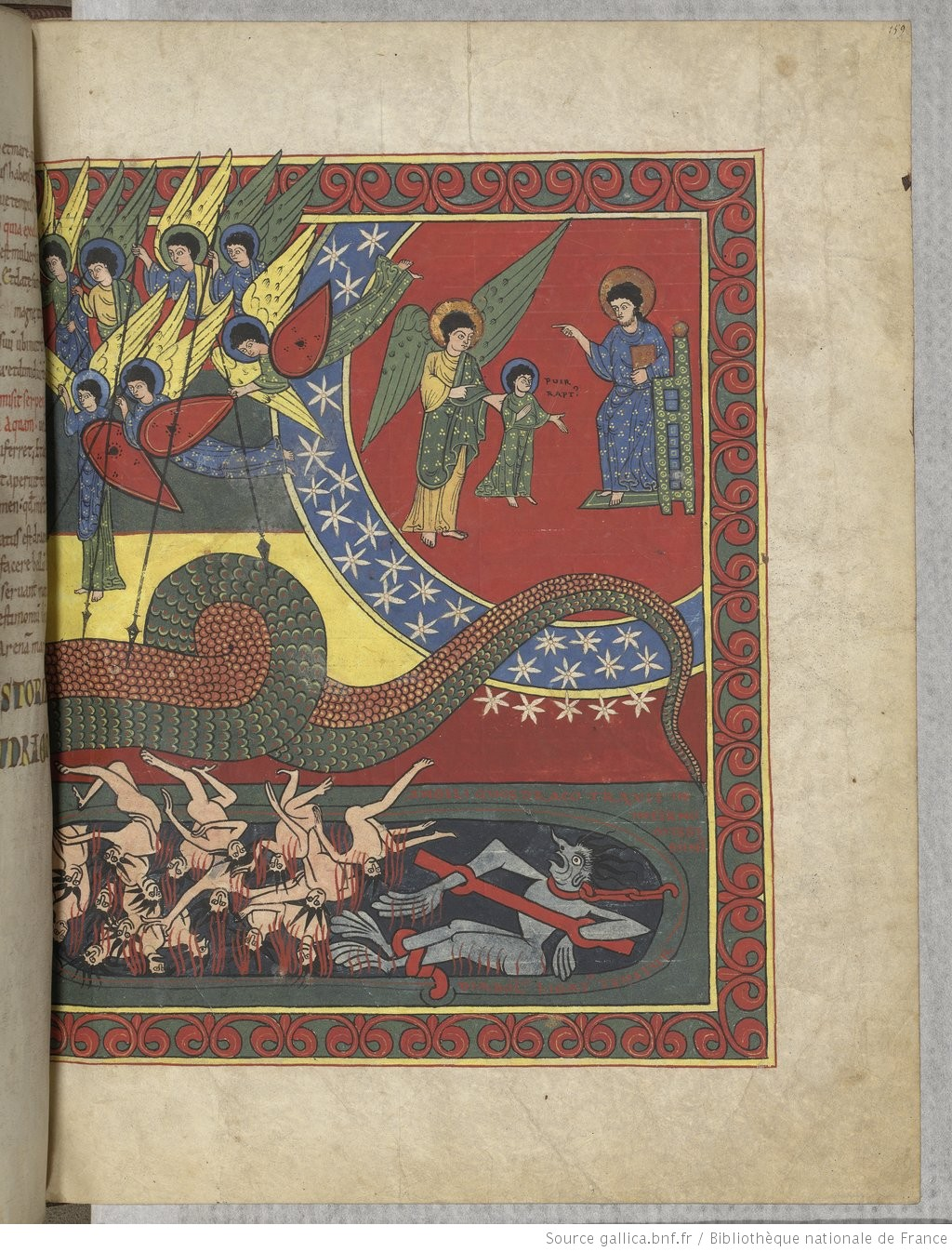
Combat contre le dragon - Enfant sauvé du dragon. F° 159 r.
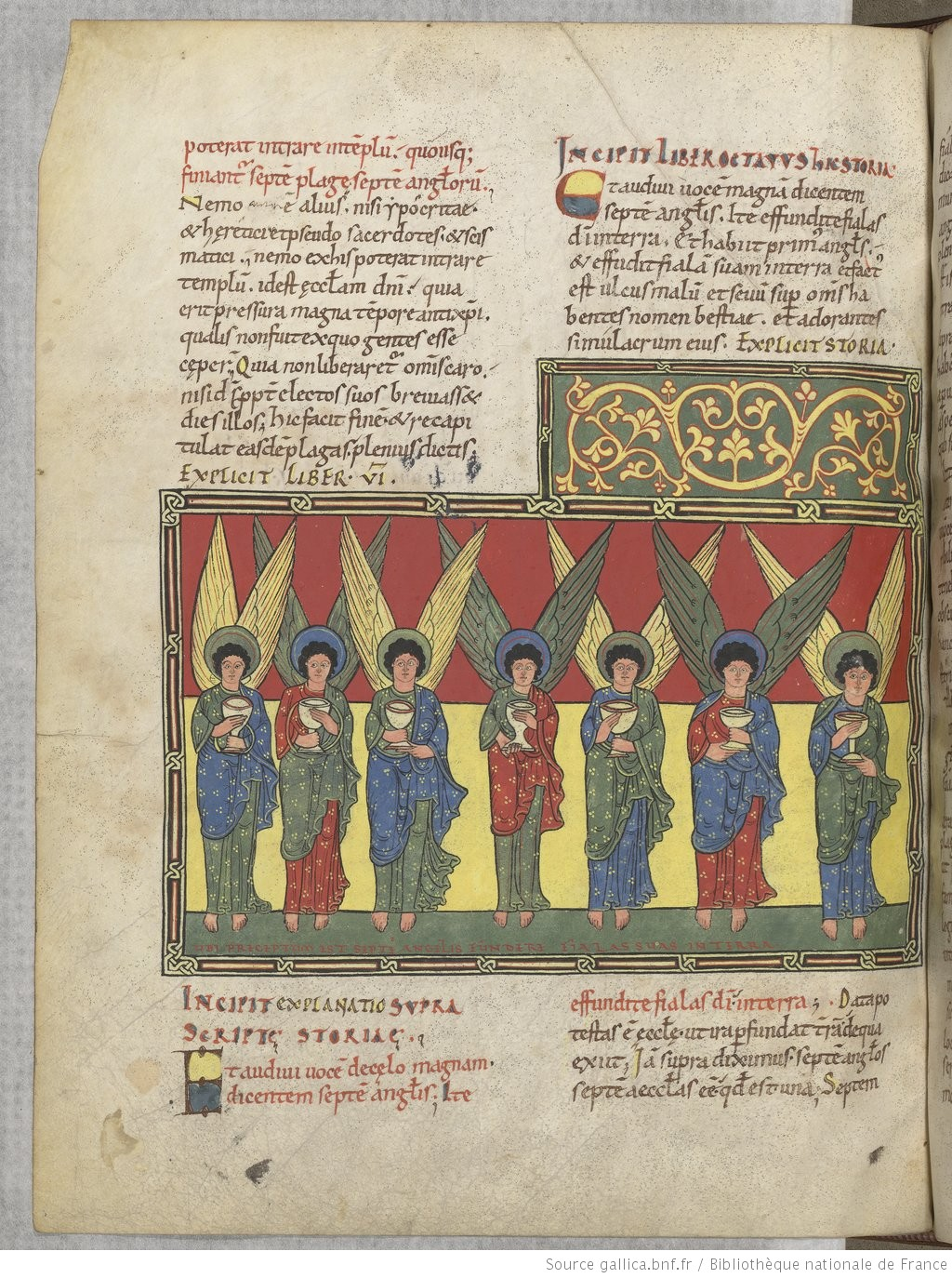
Les sept anges aux coupes. F° 179 v.
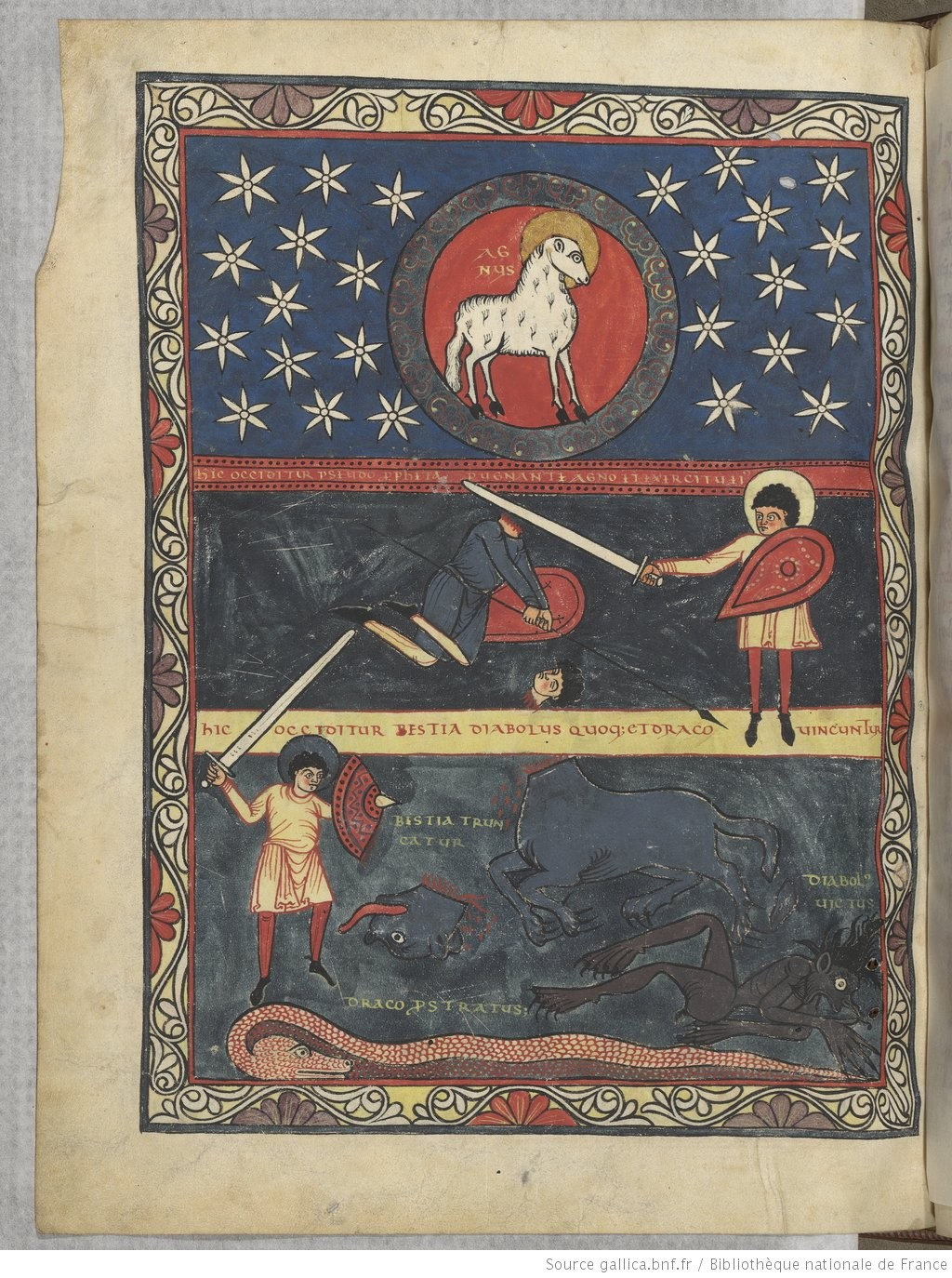
Victoire de l'Agneau sur le faux-prophète, la Bête et le dragon. F° 193 v.
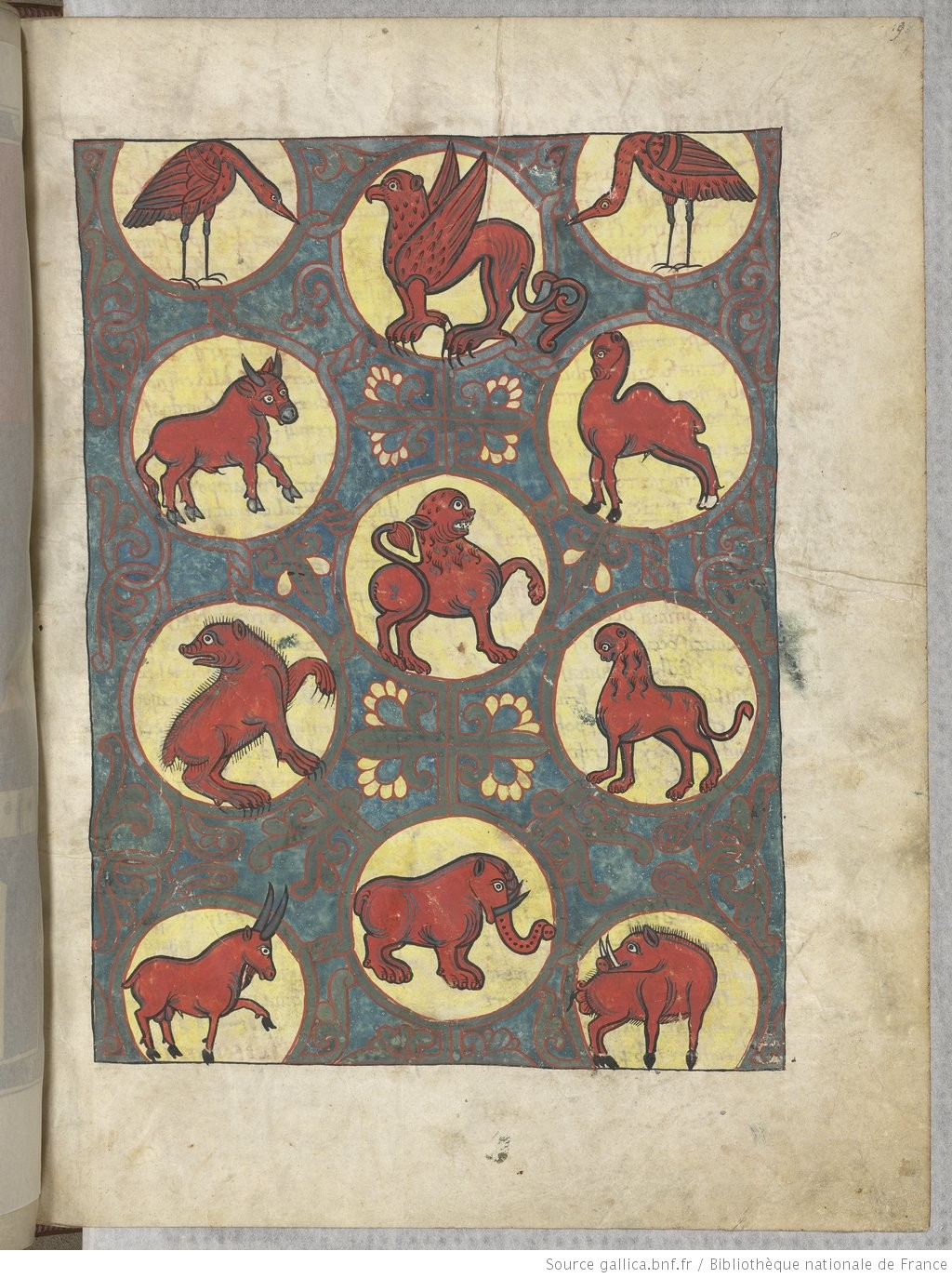
Animaux symbolisant le Paradis terrestre. F° 198 r.
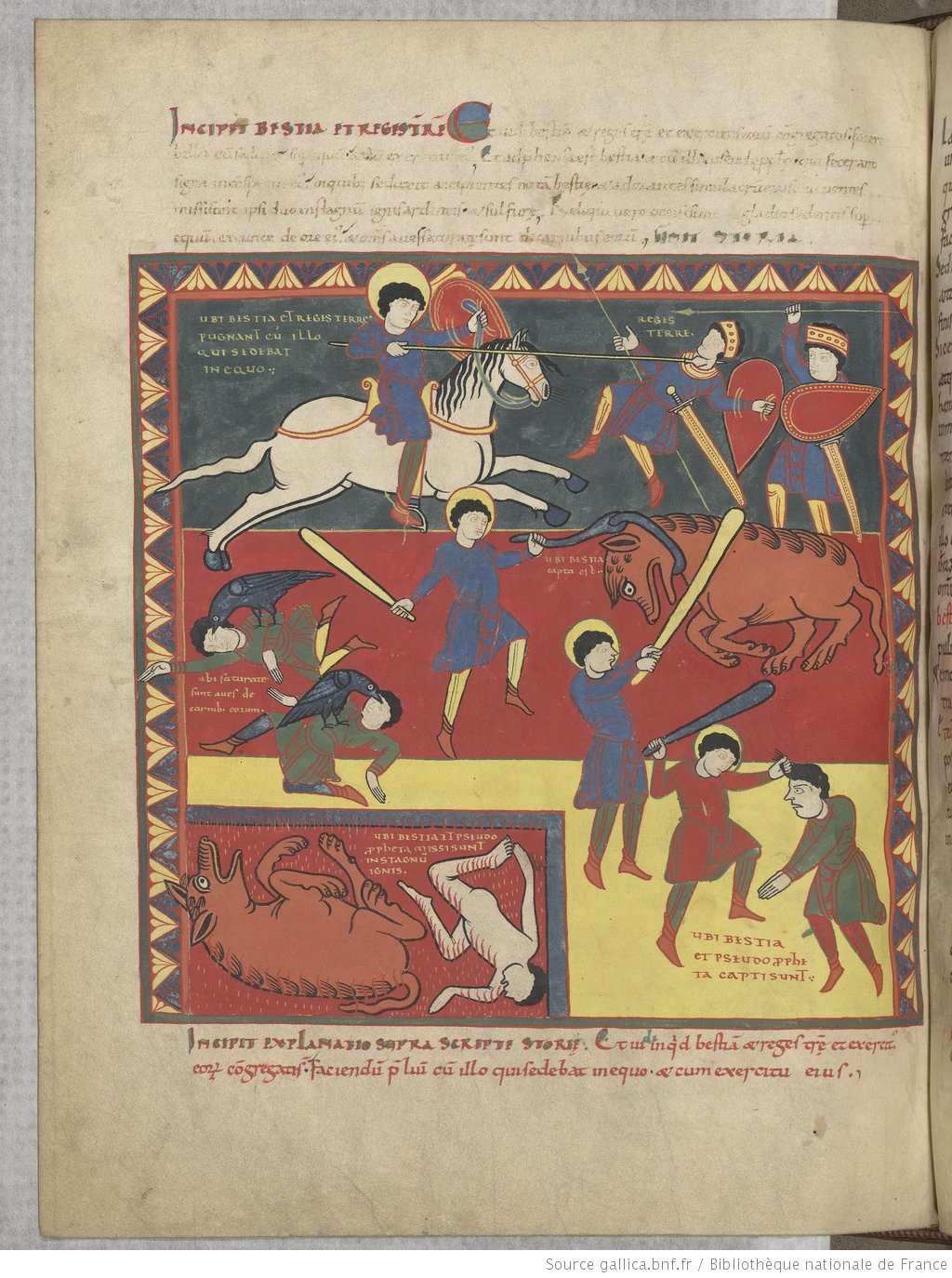
Triomphe du cavalier sur la Bête. F° 201 v.
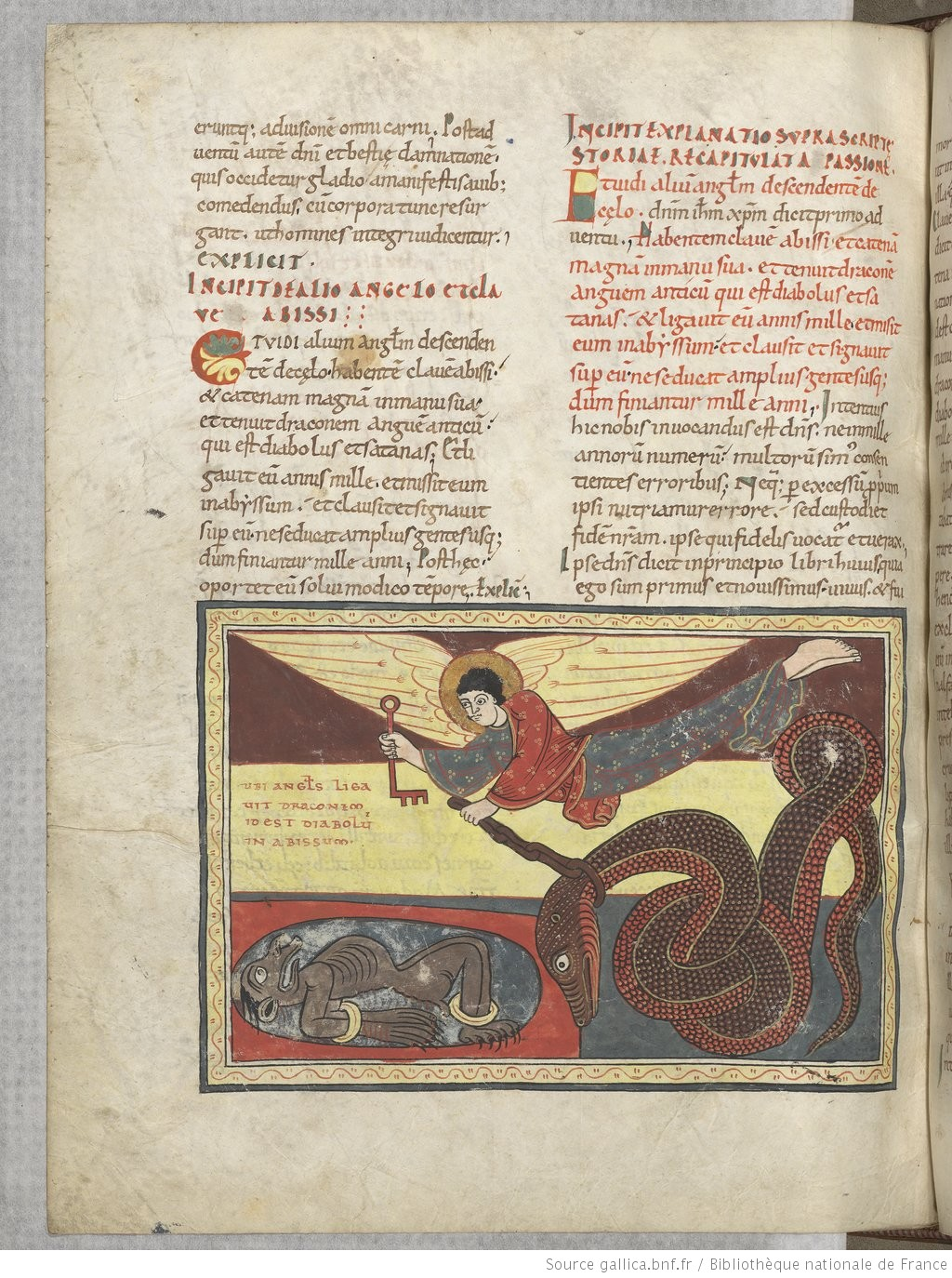
Satan enchaîné pour mille ans. F° 202 v.